# (38220) 1999 NV23
1999 NV23 (asteroide 38220) é um asteroide da cintura principal. Possui uma excentricidade de 0.18855120 e uma inclinação de 8.70000º.
Este asteroide foi descoberto no dia 14 de julho de 1999 por LINEAR em Socorro.